# La lady perfetta
La lady perfetta (The Lady Most Likely...) è un romanzo della scrittrice americana Julia Quinn, scritto con Eloisa James e Connie Brockway, pubblicato nel 2010. Il romanzo appartiene alla dilogia nota come The Lady Most....

## Trama
Hugh Dunne, conte di Briarly, decide di prendere moglie e affida alla sorella Carolyn il compito di organizzare un ricevimento a scopo matrimoniale. La tenuta di campagna si riempie così di potenziali spose e di intrecci sentimentali, tra cui quello tra Hugh e la bellissima Gwendolyn Passmore, troppo timida per immaginare un corteggiamento. Tre storie intrecciate raccontano con ironia e sentimento la ricerca dell’amore perfetto.

## Edizioni
- Julia Quinn, Eloisa James e Connie Brockway, La lady perfetta, Mondadori, 2015, ISBN 9788852066689.